# デザインオフィスライン
株式会社デザインオフィス ライン（英称: Design Office LINE Co.,Ltd.）は、東京都渋谷区に本社を置くデザイン会社である。インテリアデザインはもとより、体験・体感型空間デザインのコンサルティングからプロデュースまでを総合的に行う企業。

## 概要
基盤業務としては、個人住宅、オフィス等の企画、設計、デザイン及び監理を手掛ける。他にも、店舗や展示会等の企画、設計及び施工までを行う。
2011年にCEATEC JAPANで日産自動車が発表したスマートハウスの共同開発を行い、建築に於けるコンセプト提案や新素材の開発も行っている。また、2013年には株式会社JVCケンウッド・ビクターエンタテインメントらとKANSEI Projects Committeeを共同設立し、五感に訴える空間づくりを提唱する。
2019年、大成株式会社と共同でサステイナブルをコンセプトとしたブランドLOOPLINEを立ち上げ、6月にはリコー製の太陽電池を使用したLOOPLINE T1を発表する。

## 沿革
- 1980年（昭和55年）6月 - デザインオフィス プランニング ファイブを設立。
- 1988年（昭和63年）8月 - 商号を株式会社デザインオフィス ラインに変更。
- 2013年（平成25年）7月 - KANSEI Projects Committeeを共同設立。